# Orthotettoides
Orthotettoides is een geslacht van rechtvleugeligen uit de familie doornsprinkhanen (Tetrigidae). De wetenschappelijke naam van dit geslacht is voor het eerst geldig gepubliceerd in 1998 door Zheng.

## Soorten
Het geslacht Orthotettoides  is monotypisch en omvat slechts de volgende soort:
- Orthotettoides bannaensis (Zheng, 1998)